# Mirsad Hasanovic
Mirsad Hasanovic (* 3. Juli 1995) ist ein Schweizer Fussballspieler, der auf der Position des Mittelfeldspielers spielt.

## Karriere

### Vereine
Mirsad Hasanovic spielte in der Saison 2012/13 für Yverdon-Sport FC in der 1. Liga Promotion. Er wechselte auf die Saison 2013/2014 zum Traditionsverein Servette FC in die Challenge League. 